# Griffkraft
Griffkraft oder Greifkraft ist die Fähigkeit der Hand und des Unterarms, durch Schließen der Hand oder mit einzelnen Fingern Kraft auszuüben.

## Arten der Griffkraft
1. Quetschende Griffkraft (Crushing Grip)
2. Handgelenkskraft (Wrist Strength)
3. Daumenkraft (Pinching)
4. Fingerkraft (Individual Finger Strength)
5. Haltekraft (Support Grip, Halten der Griffposition über längere Zeit)

Quetschende Griffkraft (Crushing Grip)
Der Crushing Grip stellt die Kraft dar, die beim Zerdrücken bzw. Drücken eines Gegenstandes in der Hand verwendet wird. Die durchschnittliche Druckkraft in der Hand eines Mannes beträgt etwa 500 N (etwa die Gewichtskraft von 50 kg). Die durchschnittliche Druckkraft in der Hand einer Frau beträgt etwa 300 N (etwa die Gewichtskraft von 30 kg).
Handgelenkskraft (Wrist Strength)
Obgleich kein direkter Bestandteil der Griffkraft, ist diese Kraft unbedingt notwendig, um sportliche Leistungen zu erzielen. Es geht um die Stabilität der Kraftausübung, etwa wenn das Handgelenk während einer Übung in neutraler Position gehalten werden soll. Die Handgelenkskraft ist darüber hinaus auch für die Vorbeugung von Verletzungen bedeutsam. Beim Abfangen nach einem Stolpern etwa entscheidet ein starkes Handgelenk darüber, ob man sich ernsthafte Verletzungen zuzieht oder nicht. Auch bei der Verwendung eines Schraubenziehers oder beim Öffnen eines Marmeladendeckels ist die Handgelenkskraft am Gesamtkraftaufwand beteiligt.
Daumenkraft (Pinching)
Pinch Grip Strength ist die Kraft, die man zum Aufheben, Fangen und Halten eines Gegenstands zwischen Daumen und Fingern benötigt.  Da hierbei der Daumen gegenüber den vier Fingern die Hauptarbeit verrichtet, geht es beim Pinching hauptsächlich um die Kraft im Daumen.
Fingerkraft (Individual Finger Strength)
Bei dieser Art der Kraft geht es um die Kraftleistung eines jeden einzelnen Fingers.
Haltekraft (Support Grip)
Die Fähigkeit, eine Griffposition über längere Zeit zu halten.

## Messung der Griffkraft
Die Griffkraft kann isometrisch mit einem Dynamometer gemessen werden. Dabei unterscheidet sich die Griffkraft meist nach der jeweiligen Händigkeit. Zudem sind Alter und Geschlecht wichtige Einflussfaktoren.

## Anwendungen der Griffkraft
Griffkraft steigert effektiv die sportliche Leistungskraft. Die Griffkraft ist neben alltäglichen Tätigkeiten gerade in Sportarten wie Kampfsport, Klettern, Turnen, Segeln, Bowling, Tennis, Golf etc. von besonderer Bedeutung. Allen Bewegungsabläufen gemeinsam ist, dass sie ein komplexes Zusammenspiel verschiedener Muskeln erfordern. Die Hand und das Handgelenk stellen bei diesen Bewegungen meist den Anfang (Griff) oder das Ende (Fauststoß) einer solchen funktionalen Kette dar.

## Training der Griffkraft

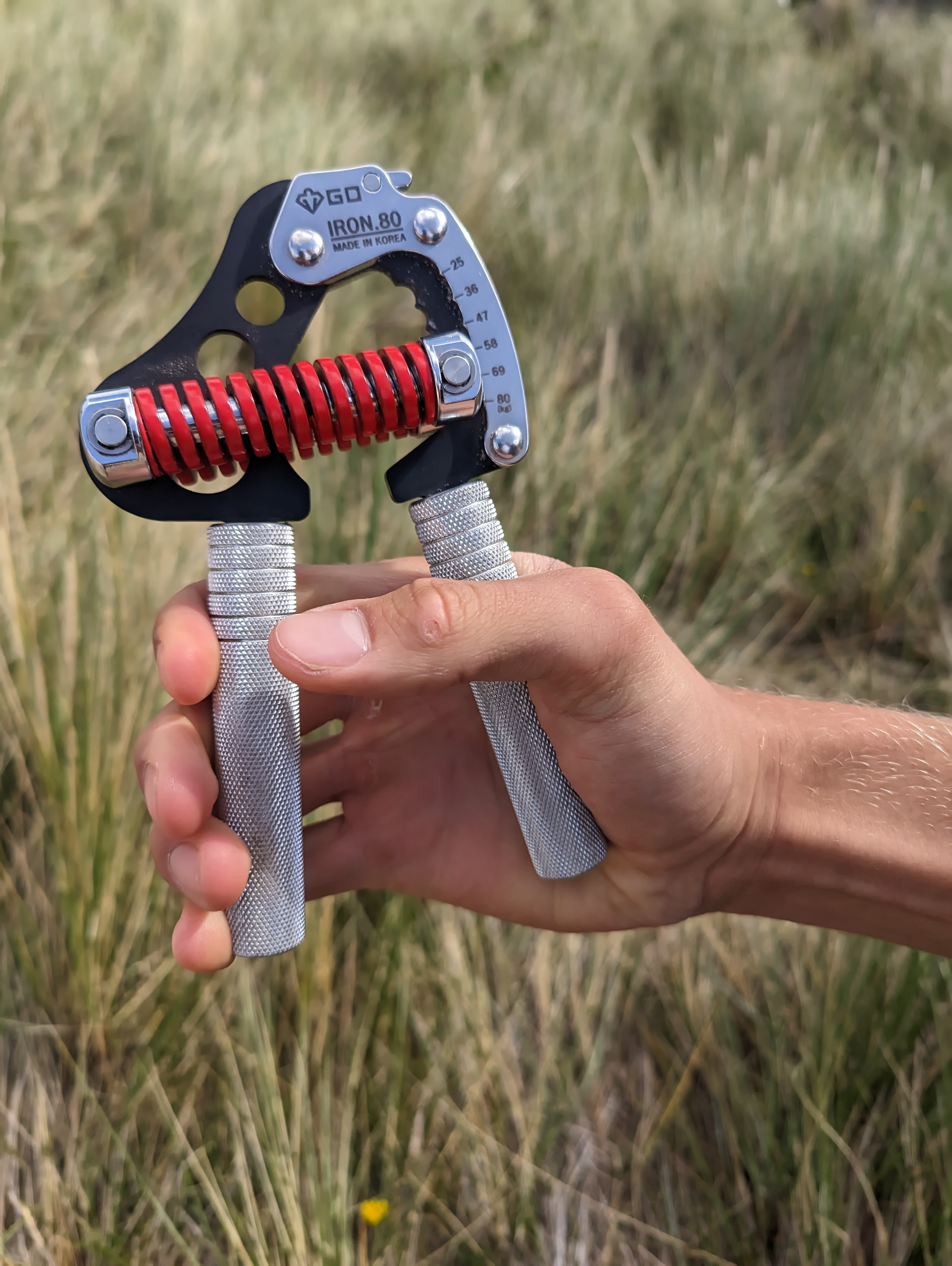
Mann trainiert mit Fingerhantel

Ziel des Griffkraft-Trainings ist nicht nur die Verstärkung der benötigten Muskeln, sondern auch die Stabilisierung der Finger, Hände und Handgelenke zur Vorbeugung vor Verletzungen. Vor allem beim Abstützen nach einem Sturz und bei der Abwehr von Faustschlägen können gut trainierte Hände und Handgelenke Schäden vermeiden helfen.
Das Training erfolgt mittels
1. Hanteln mit besonders dickem Griff (z. B. Thomas-Inch-Hantel)
2. Kettlebells (Kugelhantel)
3. Wristroller (Wrist roller)
4. Gripper (Grippers)
5. Blockweights (konisch verlaufende runde Blöcke aus Gusseisen, die zwischen 8 und 30 Kilogramm wiegen. Sie müssen mit der Hand gegriffen und hoch gehoben werden. Ein Blockweight steigert die Griffkraft wie kein anderes Trainingsgerät, denn mit ihm kann man fast alle Arten der Griffkraft trainieren).